# Ramalina
Genre
Synonymes
- Alectoriopsis Elenkin[2]
- Cenozosia A. Massal.[2]
- Chlorodictyon J. Agardh[2]
- Desmazieria Mont.[2]
- Dievernia M. Choisy[2]
- Fistulariella Bowler & Rundel[2]
- Platisma P. Browne ex Adans.[2]
- Platysma Hill[2]
- Ramalinomyces E.A. Thomas ex Cif. & Tomas.[2]
- Trichoramalina Rundel & Bowler[2]

Ramalina (du latin ramale « petite branche, brindille », issu du latin ramus « rameau, branche », et du suffixe -ale, neutre de -alis, allusion aux ramifications du thalle) est un genre de champignons lichénisés.

## Description
Les espèces de ce genre ont un thalle fruticuleux à ramifications en lanières pendantes de couleur gris-vert. Cette caractéristique permet de les distinguer des espèces du genre Evernia qui ont des lanières présentant une face supérieure gris-vert et une face inférieure blanche.

## Liste d'espèces
Selon BioLib (14 novembre 2018) :
- Ramalina ahtii Kashiw. & T. Nash

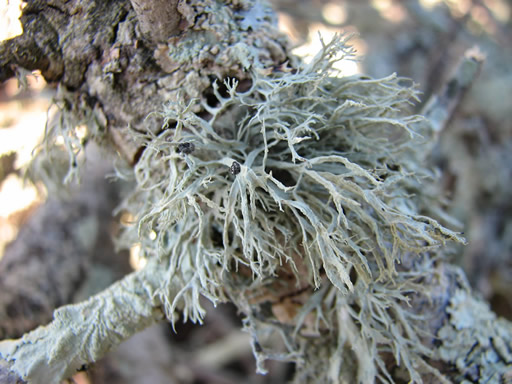
Ramalina farinacea sur une branche.

- Ramalina alisiosae Pérez-Vargas & Pérez-Ortega
- Ramalina almquistii Vainio
- Ramalina americana Hale
- Ramalina australiensis Nyl.
- Ramalina azorica Aptroot & Schumm
- Ramalina baltica Lettau
- Ramalina banzarensis C.W. Dodge
- Ramalina bistorta Nyl.
- Ramalina caespitella G.N. Stevens
- Ramalina calicaris (L.) Fr.
- Ramalina canariensis J. Steiner
- Ramalina cannonii Elix, Laily & Samsuddin
- Ramalina capitata (Ach.) Nyl.
- Ramalina carpatica Körb.
- Ramalina celastri (Sprengel) Krog & Swinscow
- Ramalina chondrina J. Steiner
- Ramalina cochlearis Zahlbr.
- Ramalina complanata (Sw.) Ach.
- Ramalina confirmata (Nyl.) Elix
- Ramalina crinita Tuck.
- Ramalina cuspidata (Ach.) Nyl.
- Ramalina dasypoga Tuck.
- Ramalina dendriscoides Nyl.
- Ramalina denticulata Nyl.
- Ramalina dilacerata (Hoffm.) Hoffm.
- Ramalina disparata Krog & Swinscow
- Ramalina dumeticola Krog & Swinscow
- Ramalina evernioides Nyl.
- Ramalina exiguella Stirt.
- Ramalina exilis Asahina
- Ramalina farinacea (L.) Ach.
- Ramalina fastigiata (Pers.) Ach.
- Ramalina filicaulis G.N. Stevens
- Ramalina fimbriata Krog & Swinscow
- Ramalina fissa (Müll. Arg.) Vain.
- Ramalina fraxinea (L.) Ach.
- Ramalina glaucescens Kremp.
- Ramalina inflata (Hook. f. & Taylor) Hook. f. & Taylor
- Ramalina lacera (With.) J. R. Laundon
- Ramalina leiodea (Nyl.) Nyl.
- Ramalina leptocarpha Tuck.
- Ramalina litorea G.N. Stevens
- Ramalina luciae Molho, Brodo, W.L. Culb. & C.F. Culb.
- Ramalina menziesii Taylor
- Ramalina meridionalis Blanchon & Bannister
- Ramalina montagnei De Not.
- Ramalina motykana Bystrek
- Ramalina nervulosa (Müll. Arg.) Abbayes
- Ramalina obtusata (Arnold) Bitter
- Ramalina pacifica Asahina
- Ramalina paludosa B. Moore
- Ramalina panizzei de Not.
- Ramalina peruviana Ach.
- Ramalina petrina Bowler & Rundel
- Ramalina pollinaria (Westr.) Ach.
- Ramalina polymorpha (Liljeblad) Ach.
- Ramalina portuensis Samp.
- Ramalina puberulenta Riefner & Bowler
- Ramalina rigida Pers. ex Ach.
- Ramalina roesleri (Hochst. ex Schaerer) Hue
- Ramalina rubrotincta Krog & Osth.
- Ramalina scoparia Vainio
- Ramalina siliquosa (Huds.) A.L. Sm.
- Ramalina sinensis Jatta
- Ramalina sorediantha Nyl.
- Ramalina stenospora Müll. Arg.
- Ramalina stevensiae Elix, Laily & Samsuddin
- Ramalina subamplicata (Nyl.) Fink
- Ramalina subfarinacea (Nyl. ex Cromb.) Nyl.
- Ramalina subfraxinea Nyl.
- Ramalina subleptocarpha Rundel & Bowler
- Ramalina subpellucida Mull. Arg.
- Ramalina tenella Müll. Arg.
- Ramalina tenuis (Tuck.) G. Merr.
- Ramalina thrausta (Ach.) Nyl.
- Ramalina tropica G.N. Stevens
- Ramalina unifolia J. W. Thomson
- Ramalina unilateralis F. Wilson
- Ramalina whinrayi G.N. Stevens
- Ramalina willeyi R. Howe
- Ramalina wirthii Aptroot & Schumm
- Ramalina zollingeri Szatala

Selon Catalogue of Life (14 novembre 2018) :
- Ramalina africana (Stein) C. W. Dodge
- Ramalina ahtii Kashiw. & T. H. Nash
- Ramalina alludens Nyl.
- Ramalina americana Hale
- Ramalina anceps Nyl.
- Ramalina andina V. Marcano & A. Morales
- Ramalina asahinae W. L. Culb. & C. F. Culb.
- Ramalina aspera Räsänen
- Ramalina asperula Kremp.
- Ramalina azorica Aptroot & Schumm
- Ramalina bajacalifornica Bowler & Rundel
- Ramalina baltica Lettau
- Ramalina bourgeana Mont. ex Nyl.
- Ramalina caespitella G. N. Stevens
- Ramalina calcarata Krog & Swinscow
- Ramalina camptospora Nyl.
- Ramalina canalicularis (Nyl.) Kashiw.
- Ramalina canariensis J. Steiner
- Ramalina cannonii Elix, Laily & Samsuddin
- Ramalina capensis Th. Fr.
- Ramalina capitata (Ach.) Nyl.
- Ramalina carminae R. Arroyo & E. Seriñá
- Ramalina carpathica Fritze & Ilse
- Ramalina celastri (Spreng.) Krog & Swinscow
- Ramalina chiguarensis V. Marcano & A. Morales
- Ramalina chihuahuana Kashiw. & T. H. Nash
- Ramalina chondrina J. Steiner
- Ramalina cochlearis Zahlbr.
- Ramalina complanata (Sw.) Ach.
- Ramalina confertula Krog & Østh.
- Ramalina crispata V. Marcano & A. Morales
- Ramalina crispatula Despr. ex Nyl.
- Ramalina cryptochlorophaea Kashiw. & T. H. Nash
- Ramalina cupularis Krog & P. James
- Ramalina cuspidata (Ach.) Nyl.
- Ramalina darwiniana Aptroot & Bungartz
- Ramalina decipiens Mont.
- Ramalina deminuta Krog & Østh.
- Ramalina dendroides (Nyl.) Nyl.
- Ramalina dilacerata (Hoffm.) Hoffm.
- Ramalina disparata Krog & Swinscow
- Ramalina dumeticola Krog & Swinscow
- Ramalina erosa Krog
- Ramalina farinacea (L.) Ach.
- Ramalina fastigiata (Pers.) Ach.
- Ramalina fecunda Krog & Swinscow
- Ramalina flavovirens Kashiw. & T. H. Nash
- Ramalina fragilis Aptroot & Bungartz
- Ramalina fragilissima Krog
- Ramalina fraxinea (L.) Ach.
- Ramalina furcellangulida Aptroot
- Ramalina geniculatella Aptroot
- Ramalina grumosa Kashiw.
- Ramalina hamulosa Krog & Østh.
- Ramalina hierrensis Krog & Østh.
- Ramalina hoehneliana Müll. Arg.
- Ramalina holstii Krog & Swinscow
- Ramalina huei Harm.
- Ramalina hyrcana Sipman
- Ramalina implectens Nyl.
- Ramalina intermedia (Delise ex Nyl.) Nyl.
- Ramalina jamesii Krog
- Ramalina ketner-oostrae Aptroot
- Ramalina lacera (With.) J. R. Laundon
- Ramalina leptocarpha Tuck.
- Ramalina litorea G. N. Stevens
- Ramalina lopezii V. Marcano & A. Morales
- Ramalina luciae Molho, Brodo, W. L. Culb. & C. F. Culb.
- Ramalina lusitanica H. Magn.
- Ramalina maciformis (Delise) Bory
- Ramalina maderensis Motyka
- Ramalina mahoneyi Quedensley & Véliz
- Ramalina maritima Krog & Swinscow
- Ramalina menziesii Taylor
- Ramalina meridionalis Blanchon & Bannister
- Ramalina microphylla V. Marcano & A. Morales
- Ramalina microspora Kremp.
- Ramalina mollis Krog & Østh.
- Ramalina montana Barkh.
- Ramalina moranii Bowler & Rundel
- Ramalina nematodes (Nyl.) Krog & Østh.
- Ramalina nervulosa (Müll. Arg.) Abbayes
- Ramalina nodosa Krog & Østh.
- Ramalina palmiformis Kashiw. & T. H. Nash
- Ramalina parva Krog & Østh.
- Ramalina pentecostii Krog & Swinscow
- Ramalina peruviana Ach.
- Ramalina pitardii Hue
- Ramalina pluviariae Krog & Østh.
- Ramalina pocsii Krog & Swinscow
- Ramalina pollinaria (Westr.) Ach.
- Ramalina polyforma Aptroot
- Ramalina polymorpha (Lilj.) Ach.
- Ramalina portosantana Krog
- Ramalina portuensis Samp.
- Ramalina prolifera Taylor
- Ramalina psoromica Kashiw. & T. H. Nash
- Ramalina puberulenta Riefner & Bowler
- Ramalina puiggarii Müll. Arg.
- Ramalina pusiola Müll. Arg.
- Ramalina quercicola Kashiw. & T. H. Nash
- Ramalina rectangularis Nyl.
- Ramalina reducta Krog & Swinscow
- Ramalina requienii (De Not.) Jatta
- Ramalina rupestris Kashiw. & T. H. Nash
- Ramalina sanctae-helenae Aptroot
- Ramalina santanensis V. Marcano & A. Morales
- Ramalina sharpii Rundel
- Ramalina sinaloensis Bowler & Rundel
- Ramalina sinensis Jatta
- Ramalina sonorensis Kashiw. & T. H. Nash
- Ramalina sorediantha Nyl.
- Ramalina sorediosa (B. de Lesd.) Landrón
- Ramalina sprengelii Krog & Swinscow
- Ramalina stenospora Müll. Arg.
- Ramalina stevensiae Elix
- Ramalina stoffersii Sipman
- Ramalina subcalicaris (Nyl.) Kashiw.
- Ramalina subfarinacea (Nyl. ex Cromb.) Nyl.
- Ramalina subfraxinea Nyl.
- Ramalina subgeniculata Nyl.
- Ramalina subleptocarpha Rundel & Bowler
- Ramalina subpusilla (Nyl.) Krog & Swinscow
- Ramalina subwebbiana (Nyl.) Hue
- Ramalina superfraxinea Follmann & Sánchez-Pinto
- Ramalina tenuissima V. Marcano & A. Morales
- Ramalina terebrata Hook. f. & Taylor
- Ramalina thrausta (Ach.) Nyl.
- Ramalina timdaliana Krog
- Ramalina tortuosa Krog & Østh.
- Ramalina tovarensis V. Marcano & A. Morales
- Ramalina unifolia J. W. Thomson
- Ramalina usnea (L.) R. Howe
- Ramalina webbii Mont.
- Ramalina whinrayi G. N. Stevens
- Ramalina wigginsiae Bowler & Rundel
- Ramalina willeyi R. Howe
- Ramalina wirthii Aptroot & Schumm

Selon Index Fungorum (14 novembre 2018) :
- Ramalina abyssinica Nyl. 1870
- Ramalina africana (Stein) C.W. Dodge 1971
- Ramalina ahtii Kashiw. & T.H. Nash 1994
- Ramalina alisiosae Pérez-Vargas & Pérez-Ort. 2013
- Ramalina allani B. de Lesd. 1937
- Ramalina alludens Nyl. 1870
- Ramalina almquistii Vain. 1909
- Ramalina americana Hale 1979
- Ramalina anceps Nyl. 1860
- Ramalina andina V. Marcano & A. Morales 1994
- Ramalina anisitsiana Gyeln. 1931
- Ramalina antillarum Vain. 1896
- Ramalina arabum (Dill. ex Ach.) Meyen & Flot. 1843
- Ramalina arbuscula Stizenb. 1890
- Ramalina asahinae W.L. Culb. & C.F. Culb. 1976
- Ramalina asahinana Zahlbr. 1927
- Ramalina aspera Räsänen 1944
- Ramalina asperula Kremp. 1876
- Ramalina attenuata (Pers.) Tuck. 1861
- Ramalina aulota Stirt. 1874
- Ramalina australiensis Nyl. 1870
- Ramalina bajacalifornica Bowler & Rundel 1972
- Ramalina balatonica Gyeln. 1932
- Ramalina baltica Lettau 1912
- Ramalina banzarensis C.W. Dodge 1948
- Ramalina bermudiana Stirt. 1874
- Ramalina berteroi (Spreng.) Bél. 1846
- Ramalina bicolor Müll. Arg. 1877
- Ramalina bigeniculata B. de Lesd. 1913
- Ramalina bistorta Nyl. 1870
- Ramalina bogotensis Nyl. 1863
- Ramalina boninensis Asahina 1938
- Ramalina boulhautiana Maheu & A. Gillet 1925
- Ramalina bourgaeana Mont. ex Nyl. 1870
- Ramalina brevis F. Wilson 1889
- Ramalina breviuscula Nyl. 1872
- Ramalina cactacearum Follmann 1968
- Ramalina cacuminum H. Magn. 1967
- Ramalina caespitella G.N. Stevens 1986
- Ramalina caespitosa H. Magn. 1955
- Ramalina calcarata Krog & Swinscow 1974
- Ramalina calicaris (L.) Röhl. 1813
- Ramalina camptospora Nyl. 1870
- Ramalina canaguensis V. Marcano & A. Morales 1994
- Ramalina canalicularis (Nyl.) Kashiw. 2004
- Ramalina canaliculata Taylor 1847
- Ramalina canariensis J. Steiner 1904
- Ramalina cannonii Elix, Laily & Samsuddin 1991
- Ramalina cantabrica Follmann 1974
- Ramalina capensis Th. Fr. 1861
- Ramalina capillaris Kashiw. & Kalb
- Ramalina capitata (Ach.) Nyl. 1879
- Ramalina caracasana Müll. Arg. 1877
- Ramalina carelica Räsänen
- Ramalina carminae R. Arroyo & Seriñá 2011
- Ramalina carpatica Körb. 1870
- Ramalina cephalota Tuck.
- Ramalina ceratea Werner 1954
- Ramalina cerinella Zahlbr. 1945
- Ramalina cerinelloides H. Magn. 1955
- Ramalina ceruchis (Ach.) De Not. 1846
- Ramalina ceruchoides H. Magn. 1965
- Ramalina chiguarensis V. Marcano & A. Morales 1994
- Ramalina chihuahuana Kashiw. & T.H. Nash 2002
- Ramalina chilena (Nyl.) Kashiw. 1990
- Ramalina chilensis Bertero ex Nyl. 1870
- Ramalina chondrina J. Steiner 1904
- Ramalina clementeana Llimona & Werner 1975
- Ramalina cochlearis Zahlbr. 1905
- Ramalina combeoides Nyl. 1870
- Ramalina commixta Asahina 1939
- Ramalina complanata (Sw.) Ach. 1810
- Ramalina conduplicans Vain. 1921
- Ramalina confertula Krog & Østh. 1980
- Ramalina confirmata (Nyl.) Zahlbr. 1930
- Ramalina congolobata H. Magn. 1967
- Ramalina consanguinea Müll. Arg. 1885
- Ramalina continentalis Malme 1935
- Ramalina controversa Sbarbaro 1955
- Ramalina coreana Kashiw. & K.H. Moon 2002
- Ramalina corsicana Zahlbr. 1927
- Ramalina corymbosa (Hue) Kotlov 2004
- Ramalina costata Meyen & Flot. 1843
- Ramalina cribrosa De Not. 1846
- Ramalina crinalis (Ach.) Gyeln. 1935
- Ramalina crinita Tuck. 1883
- Ramalina crispans Werner 1977
- Ramalina crispata V. Marcano & A. Morales 1994
- Ramalina crosbyae Zahlbr. 1945
- Ramalina cryptochlorophaea Kashiw. & T.H. Nash
- Ramalina culbersoniorum LaGreca 1999
- Ramalina cumanensis Fée 1825
- Ramalina cupularis Krog & P. James 1980
- Ramalina cuspidata (Ach.) Nyl. 1870
- Ramalina dalmatica J. Steiner & Zahlbr. 1903
- Ramalina darwiniana Aptroot & Bungartz 2007
- Ramalina dasypoga Tuck. 1859
- Ramalina debilis Müll. Arg. 1882
- Ramalina debrecenensis Gyeln. 1932
- Ramalina decipiens Mont. 1840
- Ramalina deliblatensis Gyeln. 1932
- Ramalina deminuta Krog & Østh. 1980
- Ramalina dendriscoidella Vain. 1926
- Ramalina dendriscoides Nyl. 1876
- Ramalina dendroides (Nyl.) Nyl. 1876
- Ramalina denticulata (Eschw.) Nyl. 1863
- Ramalina desolata H. Magn. 1942
- Ramalina dichotoma Hepp 1854
- Ramalina dictyota C.W. Dodge & Vareschi 1956
- Ramalina digitata Meyen & Flot. 1843
- Ramalina digitellata Nyl. 1880
- Ramalina dilacerata (Hoffm.) Hoffm. 1825
- Ramalina disparata Krog & Swinscow 1976
- Ramalina dissecta Kashiw. 1988
- Ramalina dissimilis Krog 2000
- Ramalina divaricata (L.) Blytt 1838
- Ramalina dracena H. Magn.
- Ramalina dumeticola Krog & Swinscow 1976
- Ramalina duriaei Jatta 1889
- Ramalina ecklonii (Spreng.) Meyen & Flot. 1843
- Ramalina elatior (Ach.) Röhl. 1813
- Ramalina elegans (Bagl. & Carestia) Stizenb. 1891
- Ramalina elegantula P.M. Jørg. 1977
- Ramalina erosa Krog 1990
- Ramalina erumpens Blanchon, Braggins & Alison Stewart 1996
- Ramalina escorialensis V. Marcano & A. Morales 1994
- Ramalina euphorbiae Vain. 1901
- Ramalina europaea Gasparyan, Sipman & Lücking 2017
- Ramalina euxini Vězda 1979
- Ramalina evernioides Nyl. 1857
- Ramalina exiguella Stirt. 1881
- Ramalina exilis Asahina 1939
- Ramalina extenuata H. Magn. 1955
- Ramalina fallaciosa M. Choisy ex Werner 1936
- Ramalina fallax Motyka 1960
- Ramalina farinacea (L.) Ach. 1810
- Ramalina fasciata Kremp. 1876
- Ramalina fastigiata (Pers.) Ach. 1810
- Ramalina fastigiatofraxinea Hue 1898
- Ramalina faurieana Zahlbr. 1945
- Ramalina fecunda Krog & Swinscow 1976
- Ramalina feldmannii Faurel, Ozenda & Schotter 1952
- Ramalina fennica Räsänen 1931
- Ramalina filicaulis G.N. Stevens 1987
- Ramalina fimbriata Krog & Swinscow 1974
- Ramalina finkii Zahlbr. 1930
- Ramalina fissa (Müll. Arg.) Vain. 1900
- Ramalina flabelliformis Asahina 1955
- Ramalina flaccescens Nyl. 1870
- Ramalina flaccidissima Bory 1826
- Ramalina flagellifera Vain. 1890
- Ramalina flavescens Nyl.
- Ramalina flavovirens Kashiw. & T.H. Nash
- Ramalina floccosa Delile 1870
- Ramalina fluviatile Krog & Østh.
- Ramalina foliosa Räsänen 1931
- Ramalina follmannii C.W. Dodge 1969
- Ramalina font-queri Maheu 1928
- Ramalina foveolaris (Müll. Arg.) Vain. 1900
- Ramalina fragilis Aptroot & Bungartz 2007
- Ramalina fragilissima Krog 1983
- Ramalina fraxinea (L.) Ach. 1810
- Ramalina furcellangulida Aptroot 2007
- Ramalina gallowayi Kashiw., T.H. Nash & K.H. Moon 2007
- Ramalina geniculatella Aptroot 2008
- Ramalina glaucescens Kremp. 1880
- Ramalina gracilenta (Ach.) Röhl. 1813
- Ramalina graeca Müll. Arg. 1878
- Ramalina grappae Sambo 1936
- Ramalina grumosa Kashiw. 1987
- Ramalina hamulosa Krog & Østh. 1980
- Ramalina hengduanshanensis S.O. Oh & Li S. Wang 2014
- Ramalina hierrensis Krog & Østh. 1980
- Ramalina himalayensis Räsänen 1951
- Ramalina hioramii B. de Lesd. 1934
- Ramalina hoehneliana Müll. Arg. 1890
- Ramalina hokkaidensis Kashiw. 1986
- Ramalina holstii Krog & Swinscow 1975
- Ramalina homalea Ach. 1810
- Ramalina hossei Vain. 1921
- Ramalina huei Harm. 1911
- Ramalina hypodectodes Nyl. 1870
- Ramalina hyrcana Sipman 2011
- Ramalina implectens Nyl. 1870
- Ramalina implexa (Nyl.) Krog 1994
- Ramalina inaequalis Nyl. 1870
- Ramalina inanis Mont. 1842
- Ramalina incana Kashiw. 1987
- Ramalina inclinata Kashiw., K.H. Moon & M.J. Lai 2006
- Ramalina incurvescens H. Magn. 1955
- Ramalina indica Fr. 1820
- Ramalina inflexa Blanchon, Braggins & Alison Stewart 1996
- Ramalina insularis (Vain.) Räsänen
- Ramalina insularum H. Magn. 1955
- Ramalina intermedia (Delise ex Nyl.) Nyl. 1873
- Ramalina intermediella Vain. 1921
- Ramalina intermixta Gyeln. 1932
- Ramalina interponens Nyl. 1870
- Ramalina intestiniformis Kashiw. & K.H. Moon 2016
- Ramalina intricata Kremp. 1876
- Ramalina jamesii Krog 1990
- Ramalina kardakovae Oxner 1940
- Ramalina kazakhorum Oxner 1940
- Ramalina ketner-oostrae Aptroot 2008
- Ramalina kullensis Zopf 1906
- Ramalina kurokawae Kashiw. 1996
- Ramalina kuschei B. de Lesd. 1921
- Ramalina labiosorediata Gasparyan, Sipman & Lücking 2017
- Ramalina lacera (With.) J.R. Laundon 1984
- Ramalina lacerata Müll. Arg. 1883
- Ramalina laciniata Jatta 1903
- Ramalina laevigata Fr. 1825
- Ramalina lafayettii Bory 1828
- Ramalina lanceolata Nyl. 1870
- Ramalina landroensis Zopf 1906
- Ramalina latzelii Zahlbr. 1910
- Ramalina lavicola H. Magn. 1945
- Ramalina leiodea (Nyl.) Nyl. 1888
- Ramalina leptocarpha Tuck. 1858
- Ramalina leptosperma Nyl. 1876
- Ramalina leucosticta Taylor 1847
- Ramalina ligulata (Ach.) J.T.H. Brandt 1906
- Ramalina litoralis Asahina 1939
- Ramalina litoralis Zahlbr. 1945
- Ramalina litorea G.N. Stevens 1986
- Ramalina lojkana Motyka 1960
- Ramalina lopezii V. Marcano & A. Morales 1994
- Ramalina luciae Molho, Brodo, W.L. Culb. & C.F. Culb. 1981
- Ramalina lusitanica H. Magn. 1956
- Ramalina luxurians H. Magn. 1942
- Ramalina maciformis (Delise) Bory 1828
- Ramalina macrospora Kashiw. 1987
- Ramalina maculata Müll. Arg. 1887
- Ramalina maderensis Motyka 1960
- Ramalina maerthae Du Rietz
- Ramalina mahoneyi Quedensley & M. Véliz 2011
- Ramalina mamillana Tuck. 1868
- Ramalina maritima Krog & Swinscow 1976
- Ramalina maxima (Müll. Arg.) Szatala 1937
- Ramalina mediterranea H. Magn. 1956
- Ramalina melanothrix Laurer 1860
- Ramalina membranacea Mont. 1839
- Ramalina menziesii Taylor 1847
- Ramalina menziesii Tuck. 1848
- Ramalina meridionalis Blanchon & Bannister 2002
- Ramalina mexicana Vain. 1926
- Ramalina meyeri Stein 1888
- Ramalina meyeri Zahlbr. 1930
- Ramalina microphylla V. Marcano & A. Morales 1994
- Ramalina microspora Kremp. 1876
- Ramalina minor (Nyl.) Motyka 1960
- Ramalina mollis Krog 1976
- Ramalina montagnei De Not. 1846
- Ramalina montana Barkh. 1968
- Ramalina moranii Bowler & Rundel 1973
- Ramalina motykana Bystrek 1966
- Ramalina nematodes (Nyl.) Krog & Østh. 1980
- Ramalina nervosa (Nyl.) Räsänen 1939
- Ramalina nervulosa (Müll. Arg.) Abbayes 1952
- Ramalina nodosa Krog & Østh. 1978
- Ramalina nuda J. Steiner 1899
- Ramalina nylanderiana Räsänen 1949
- Ramalina obtusata (Arnold) Bitter 1901
- Ramalina osorioi Kashiw., T.H. Nash & K.H. Moon 2007
- Ramalina otagoensis W. Martin & J. Child 1972
- Ramalina pachyphloea J. Steiner 1904
- Ramalina pacifica Asahina 1939
- Ramalina palmiformis Kashiw. & T.H. Nash 1994
- Ramalina paludosa B.J. Moore 1967
- Ramalina panizzei De Not. 1846
- Ramalina papillifera J. Steiner 1907
- Ramalina paraguayensis Gyeln. 1931
- Ramalina parva Krog & Østh. 1978
- Ramalina patelliformis Kashiw. 1987
- Ramalina pellucida Taylor 1847
- Ramalina pentecostii Krog & Swinscow 1976
- Ramalina peranceps Nyl. 1876
- Ramalina perlucens Hue 1899
- Ramalina pertenuis H. Magn. 1945
- Ramalina pertusa Kashiw. 1985
- Ramalina peruviana Ach. 1810
- Ramalina petrina Bowler & Rundel 1975
- Ramalina pichii Sambo 1941
- Ramalina pilulifera Taylor 1847
- Ramalina pitardii Hue 1911
- Ramalina pluviariae Krog & Østh. 1976
- Ramalina pocsii Krog & Swinscow 1976
- Ramalina pollinaria (Westr.) Ach. 1810

Selon ITIS (14 novembre 2018) :
- Ramalina almquistii
- Ramalina americana
- Ramalina bistorta
- Ramalina calicaris (L.) Fr.
- Ramalina celastri (Spreng.) Krog & Swinscow
- Ramalina cochlearis
- Ramalina complanata
- Ramalina dasypoga
- Ramalina dendriscoides
- Ramalina denticulata
- Ramalina dilacerata (Hoffm.) Hoffm.
- Ramalina evernioides
- Ramalina farinacea (L.) Ach.
- Ramalina fastigiata (Pers.) Ach.
- Ramalina fraxinea (L.) Ach.
- Ramalina geniculata
- Ramalina hypoprotocetrarica W.L. Culb.
- Ramalina inflata (Hook. f. & T. Taylor) Hook. f. & T. Taylor
- Ramalina intermedia
- Ramalina lacera (With.) J.R. Laundon
- Ramalina leptocarpha
- Ramalina linearis
- Ramalina menziesii
- Ramalina montagnei
- Ramalina obtusata
- Ramalina paludosa
- Ramalina peruviana
- Ramalina petrina
- Ramalina pollinaria
- Ramalina polymorpha
- Ramalina rigida
- Ramalina roesleri
- Ramalina scoparia
- Ramalina sinensis Jatta
- Ramalina sorediantha
- Ramalina stenospora
- Ramalina subamplicata
- Ramalina subleptocarpha
- Ramalina subpellucida
- Ramalina tenuis
- Ramalina thrausta
- Ramalina unifolia J.W. Thomson
- Ramalina usnea
- Ramalina willeyi

Selon NCBI (14 novembre 2018) :
- Ramalina almquistii
- Ramalina americana
- Ramalina arabum (Dill. ex Ach.) Meyen & Flot. 1843
- Ramalina aspera Rasanen 1944
- Ramalina azorica
- Ramalina bourgaeana
- Ramalina breviuscula Nyl. 1872
- Ramalina calicaris (L.) Roehl. 1813
- Ramalina canariensis
- Ramalina capitata (Ach.) Nyl. 1879
- Ramalina celastri (Spreng.) Krog & Swinscow 1976
- Ramalina chondrina
- Ramalina complanata
- Ramalina conduplicans
- Ramalina confirmata (Nyl.) Elix 1990
- Ramalina cribrosa De Not. 1846
- Ramalina crinita Tuck., 1883
- Ramalina crispatula
- Ramalina culbersoniorum
- Ramalina cupularis
- Ramalina decipiens
- Ramalina digitellata Nyl. 1880
- Ramalina dilacerata
- Ramalina erosa Krog 1990
- Ramalina europaea Gasparyan, Sipman & Luecking, 2017
- Ramalina exilis
- Ramalina farinacea
- Ramalina fastigiata
- Ramalina fraxinea
- Ramalina geniculata
- Ramalina glaucescens
- Ramalina gracilis Clavaria gracilis Pers., 1797
- Ramalina hamulosa
- Ramalina hierrensis
- Ramalina huei
- Ramalina implectens Nyl. 1870
- Ramalina inflata Cetraria inflata Hook. f. & Taylor, 1844
- Ramalina inflexa
- Ramalina intermedia
- Ramalina intestiniformis Kashiw. & K.H. Moon, 2016
- Ramalina kurokawae Kashiw., 1996
- Ramalina labiosorediata Gasparyan, Sipman & Luecking, 2017
- Ramalina lacera
- Ramalina laevigata Fr.
- Ramalina leiodea
- Ramalina leptocarpha
- Ramalina litoralis
- Ramalina maciformis
- Ramalina maderensis
- Ramalina mannii Tuck., 1868
- Ramalina menziesii
- Ramalina minuscula Nyl. 1870
- Ramalina mollis
- Ramalina montagnei
- Ramalina nodosa
- Ramalina obtusata Ramalina minuscula var. obtusata Arnold 1875
- Ramalina ovalis Hook. f. & Taylor, 1844
- Ramalina pacifica
- Ramalina paludosa
- Ramalina panizzei
- Ramalina pertusa
- Ramalina peruviana
- Ramalina pitardii
- Ramalina pluviariae
- Ramalina pollinaria (Westr.) Ach., 1810
- Ramalina polymorpha Lichen calicaris var. polymorphus Lilj. 1792
- Ramalina portosantana Krog 1990
- Ramalina portuensis Samp. 1924
- Ramalina pusilla
- Ramalina requienii (De Not.) Jatta 1900
- Ramalina roesleri
- Ramalina rosacea (A. Massal.) Hepp 1857
- Ramalina rubrotincta Krog & Oesth. 1978
- Ramalina sekika
- Ramalina siliquosa
- Ramalina sinensis
- Ramalina sonorensis
- Ramalina sphaerophora Kashiw. & K.H. Moon, 2016
- Ramalina sprengelii Krog & Swinscow, 1976
- Ramalina stevensiae
- Ramalina subbreviuscula
- Ramalina subfarinacea (Nyl. ex Cromb.) Nyl. 1872
- Ramalina subgeniculata Nyl. 1870
- Ramalina subpusilla (Nyl.) Krog & Swinscow 1976
- Ramalina subwebbiana (Nyl.) Hue
- Ramalina terebrata
- Ramalina thrausta
- Ramalina tortuosa
- Ramalina translucida Fistulariella translucida (Krog & Swinscow) Bowler & Rundel 1977
- Ramalina webbii Mont. 1840
- Ramalina wirthii
- Ramalina yasudae